# Hans-Wolfgang Romberg
Hans-Wolfgang Romberg, född den 15 maj 1911 i Berlin, Preussen, Kejsardömet Tyskland, död den 6 september 1981 i Weil am Rhein, Baden-Württemberg, var en tysk läkare. Han var knuten till Luftwaffe och förövade höghöjdsexperiment på fångar i koncentrationslägret Dachau.
Efter andra världskriget åtalades Romberg vid Läkarrättegången, men frikändes.